# 糧船灣海
糧船灣海（英語：Rocky Harbour）是位於香港新界西貢半島東南部的一個海域，西面有滘西洲和吊鐘洲，東面則為糧船灣洲，南面連接牛尾海，北面接近萬宜水庫。糧船灣海因糧船灣洲而得名。海域內有多個島嶼，包括匙洲、崩鼻洲、沉排等等。
糧船灣海沿岸的東丫村有一海膽養殖場，因其低廉的新鮮海膽價格而被認為可與日本著名的魚市場競爭。海域中亦有魚排進行魚類養殖活動。
香港政府於糧船灣海設有「糧船灣海危險品碇泊處」